# WX04SH
AQUOS PHONE es WX04SH（アクオス フォン イーエス ダブリューエックスゼロヨンエスエイチ）は、シャープによって開発された、ワイモバイル（旧ウィルコム）のAndroid搭載PHS／3Gデュアルモード対応端末である。

## 概要
ウィルコム向けとしては初となるAQUOS PHONEシリーズの端末で、グループ会社のソフトバンクモバイル向けに発売されているAQUOS PHONE ss 205SHをベースとして開発された。
205SHと異なり、カメラが490万画素になり、放射能測定機能も搭載していないが、プリインストールされているアプリなど、その他の内容は205SHとほぼ同じであり、ケースなどのアクセサリ類も流用が可能。
3Gプラチナバンドに対応。SoftBank 4G(AXGP)には対応しない。
同社のウィルコム向けスマートフォンは、2010年1月に発売されたHYBRID W-ZERO3 WS027SH以来3年8ヶ月ぶりとなる。
なお本端末は、「Y!mobile」へのブランド移行後も従来のウィルコムブランドのままで販売されていたが、ワイモバイルブランドによる一部料金プランの受付終了に伴い、2015年9月30日をもって販売終了となった。

### 料金プラン
対応料金プランは「ウィルコムプランLite」および「ウィルコムプランD+」で、その他の料金プランでの契約はできない。また、契約期間は3年で、期間の定めのないプランは存在しなかった。
機種変更の場合でも料金プランの維持はできず、前述の2プランのいずれかへの変更が必須となる。
当初は一度契約すると、ウィルコムプランLiteとウィルコムプランD+の間であっても、機種変更を伴わない料金プランの変更が出来なかったが、本機種発売以前の9月9日に相互の料金コース変更に対応した。
2014年8月1日のY!mobileの発足・ブランド統合にともない、2014年7月31日で新規受付を終了し、後継の対応料金プランである「スマホプラン（タイプ3）」の対象機種（契約期間はにねん/定めなしを選択できる）となり、前記のウィルコムプランからの移行も可能になった。
なお、W-VALUE割引適用中にスマホプランに移行した場合、割引の適用は打ち切りとなる。
但し、2015年10月1日以降、一部料金プランの終了にともない、前記ウィルコムプランからスマホプランへの乗換ができなくなっている。

### データ通信
PHSと3G ULTRA SPEED（DC-HSDPA方式）のデュアルデータ通信に対応。
テザリングはPHSデータ通信でのみ利用可能（3G通信によるテザリングは不可）で、テザリングオプションは不要（オプション契約が無くてもテザリングが可能）となっている。
PHS通信は契約料金プランのデータ通信量にカウントされず、速度制限の対象にならない。
3G通信については、契約料金プランに定められた条件で、通信速度の低速化が行われる。
- ネットワーク改編に伴う影響

2015年12月11日、4G LTEサービスの拡充及び、これに伴う3Gサービスの一部終了予定がアナウンスされた。これにともない、2017年4月（一部地域は2016年10月）以降、1.5GHz帯における通信速度の上限が低下する。

### キャリアメール
メールアドレス
wcm.ne.jp、ymobile.ne.jpのアドレス（MMS）の利用となる。
- y-mobile.ne.jp、willcom.comまたはpdx.ne.jpのメールアドレスについては以下の通り。
  - 機種変更の場合

事前にオンラインサインアップを実施してメールの設定を控えてある場合は、設定を適切に行えば、PHS通信がONの状態に限り、y-mobile.ne.jp、willcom.comまたはpdx.ne.jpのアドレスの送受信も可能となる。
ただしメール受信のPUSH通知には非対応（※メールサーバアップデートで対応済み）。また、現状はPCメール相当として扱われるため、送信先の迷惑メール設定次第では受信拒否される場合がある（※現在、携帯メールとして配信可能）。
事前のオンラインサインアップが未実施の場合は、y-mobile.ne.jp、willcom.comまたはpdx.ne.jpのアドレスは利用できない（※現在は利用可能。ymobile.ne.jpも利用可能）が、メールアドレス自体は保存されているので、利用可能な機種に機種変更すれば以前の状態から利用を再開できる。
- - 新規の場合

WX04K同様、y-mobile.ne.jp、willcom.comまたはpdx.ne.jpのアドレスは提供されず使用不可となる（※My Y!mobileから戻すことが可能になっている）。
SMS（ショートメッセージサービス）等
3GによるSMSおよびMMS（電話番号あて）に対応する。
ライトメールには対応していない。

### 音声通話
通話についてはPHS・3Gの両対応で、設定で発信時にどちらを優先させるか変更でき、またダイヤル画面にてPHSと3Gのどちらで発信するかを切り替えることもできる。
3Gによる通話は相手に関わらず一律30秒/21円（ソフトバンク・イーモバイル定額オプションに加入済みの場合は無料）、PHSによる通話は新ウィルコム定額プランS相当となる（誰とでも定額対応）。
3Gの番号はソフトバンクモバイルのホワイトプランの無料通話先に含まれ、掛けた際にはソフトバンクモバイルの識別音が流れる。3Gは圏外通知もソフトバンク扱い。
電話番号はPHS番号と3G番号の2つを持ち、3Gの電話番号についてはMNPに対応しており、MNP転入による新規契約、MNP転出による解約の他、他社ではあり得ない「MNP転入と同時の機種変更」（3G非対応機種からの機種変更の場合。既存のPHS回線と組み合わせる）や「MNP転出と同時の機種変更」（3G非対応機種への機種変更の場合。PHS番号と3G番号の紐付けが解除されPHS番号のみ残る）も可能である。ユニバーサルサービス料は1回線分のみ請求される。

### その他
バックライト制御やバックグラウンドタスクの自動抑制などによる省電力技術「エコ技」機能を搭載している。
電池は取り外し出来ず、交換は修理対応となる。

## 搭載アプリ
プリインストールで入ってる物は特にない。

## その他機能
| 主な対応サービス      | 主な対応サービス | 主な対応サービス      | 主な対応サービス                                 |
| --------------------- | ---------------- | --------------------- | ------------------------------------------------ |
| PHS通話・通信         | 3G通話・通信     | テザリング（PHSのみ） | WiFi                                             |
| Bluetooth             | 赤外線通信       | GPS                   | ワンセグテレビ（アンテナ内蔵のため受信が不安定） |
| おサイフケータイ／NFC | 緊急速報メール   | 防水／防塵            |                                                  |

## 沿革
- 2013年7月3日 - 技術適合証明通過[3]。
- 2013年7月4日  - ウィルコムより発表。
- 2013年7月19日 - FCC通過[4]。
- 2013年8月27日 - Bluetooth認証通過[5]。
- 2013年9月6日 - willcom.com/pdx.ne.jpアドレスの利用方法を公開。
- 2013年9月19日 - 発売[6]。
- 2013年11月26日 - ソフトウェア更新。ビルド番号:S0008

一部Bluetooth機器と接続できない事象を修正。
- 2014年3月13日 - ソフトウェア更新。ビルド番号:S0010

割込通話時の操作性を向上。動作の安定性を向上。
- 2014年10月1日 - ソフトウェア更新。ビルド番号:S0012

端末動作の安定性を向上。